# Saint-Benoit-en-Diois
Saint-Benoit-en-Diois település Franciaországban, Drôme megyében. Lakosainak száma 34 fő (2022. január 1.). Saint-Benoit-en-Diois Aurel, Chastel-Arnaud, La Chaudière, Espenel, Pradelle és Rimon-et-Savel községekkel határos.

## Népesség
A település népessége az elmúlt években az alábbi módon változott:
| Lakosok száma | 41   | 30   | 29   | 43   | 26   | 26   | 27   | 31   | 32   | 34   |
|               | 1968 | 1982 | 1990 | 2006 | 2013 | 2015 | 2017 | 2019 | 2020 | 2022 |